# Cazes-Mondenard
 Cazes-Mondenard  es una población y comuna francesa, en la región de Mediodía-Pirineos, departamento de Tarn y Garona, en el distrito de Castelsarrasin y cantón de Lauzerte.

## Demografía
| 1770 | 1706 | 1514 | 1342 | 1307 | 1237 |
| Para los censos de 1962 a 1999 la población legal corresponde a la población sin duplicidades (Fuente: INSEE [Consultar]) |      |      |      |      |      |